# Державний комітет телебачення і радіомовлення України
Держа́вний коміте́т телеба́чення і радіомо́влення Украї́ни (Держкомтелерадіо України) — центральний орган виконавчої влади із спеціальним статусом, діяльність якого спрямовується і координується Кабінетом Міністрів України через Міністра культури та інформаційної політики. Держкомтелерадіо є головним органом у системі центральних органів виконавчої влади, що бере участь у забезпеченні формування та реалізує державну політику у сфері телебачення і радіомовлення, інформаційній та видавничій сфері. Держкомтелерадіо у своїй діяльності керується Конституцією та законами України, указами Президента України та постановами Верховної Ради України, прийнятими відповідно до Конституції та законів України, актами Кабінету Міністрів України, наказами МКІП, іншими актами законодавства.

## Історія
Комітет створено під назвою Державний комітет інформаційної політики, телебачення і радіомовлення України відповідно до Указу Президента України № 919/2000 від 25 липня 2000 року шляхом об'єднання Державного комітету інформаційної політики України та Державного комітету телебачення і радіомовлення України, з наступним перейменуванням (Указ Президента за № 54/2003 від 31 січня 2003 року, Положення про комітет затверджено указом № 920/2003 від 27.08.2003) у Державний комітет телебачення і радіомовлення України.

## Завдання
Основні завдання Комітету:
- участь у формуванні та забезпечення реалізації державної політики в інформаційній та видавничій сферах;
- аналіз і прогнозування тенденцій розвитку інформаційного простору України, ринку друкованої, теле- і радіопродукції;
- здійснювати повноваження відповідно до підприємств, установ та організацій, що належать до сфери управління.

## Структура
Голова Держкомтелерадіо України, його перший заступник та заступник становлять керівництво. Станом на 2016 рік у структурі апарату є, зокрема, 6 управлінь (розвитку інформаційної сфери та європейської інтеграції; телебачення і радіомовлення; видавничої справи і преси; фінансово-економічне; адміністративно-господарське; внутрішнього аудиту), відділи та сектори.
До сфери управління Держкомтелерадіо належать державні видавництва, якими керують:
1. Кудрявцев Олександр Семенович — директор державного підприємства "Державного спеціалізованого видавництва художньої літератури «Дніпро»
2. Бойко Олена Олександрівна — Директор державного підприємства "Спеціалізоване видавництво «Либідь»,
3. Бондаренко Олексій Олександрович — директор Національного видавництва дитячої літератури «Веселка»,
4. Браславець Віктор Володимирович — директор Державного підприємства "Всеукраїнське державне багатопрофільне видавництво «Карпати»,
5. Кривопуст Богдан Леонідович — директор державного підприємства "Державне спеціалізоване видавництво «Музична Україна»,
6. Пасічний Анатолій Федорович — директор державного підприємства "Державне спеціалізоване видавництво «Техніка»,
7. Сапіга Дмитро Іванович — директор Державного підприємства "Всеукраїнське державне багатопрофільне видавництво «Каменяр»,
8. Мельник Ігор Андрійович — директор державного підприємства "Всеукраїнське спеціалізоване видавництво «Світ»,
9. Поночовний Сергій Володимирович — директор державного підприємства "Державне спеціалізоване видавництво «Мистецтво»,
10. Череда Олександр Михайлович — директор державного підприємства "Державне спеціалізоване видавництво «Вища школа»,

## Повноваження
Складати протоколи по ст. 186-7 КУАП і скеровувати в суд.